# Степной (Каневской район)
Степной — посёлок в Каневском районе Краснодарского края.
Входит в состав Кубанскостепного сельского поселения.

## География

### Улицы
- ул. Береговая,
- ул. Молодёжная,
- ул. Солнечная,
- ул. Широкая,
- ул. Шоссейная.

## Население
| 2002 | 2010 |
| ---- | ---- |
| 431  | ↘424 |